# Reine
Reine – wioska rybacka położona na wyspie Moskenesøya w norweskim archipelagu Lofotów. Jest siedzibą gminy Moskenes. Liczba mieszkańców wynosi około 300 osób. Reine jest położone za kołem podbiegunowym.
Wioska, mimo położenia na wyspie, połączona jest z lądem za pomocą mostów. Przebiega przez nią trasa europejska E10.

## Przypisy

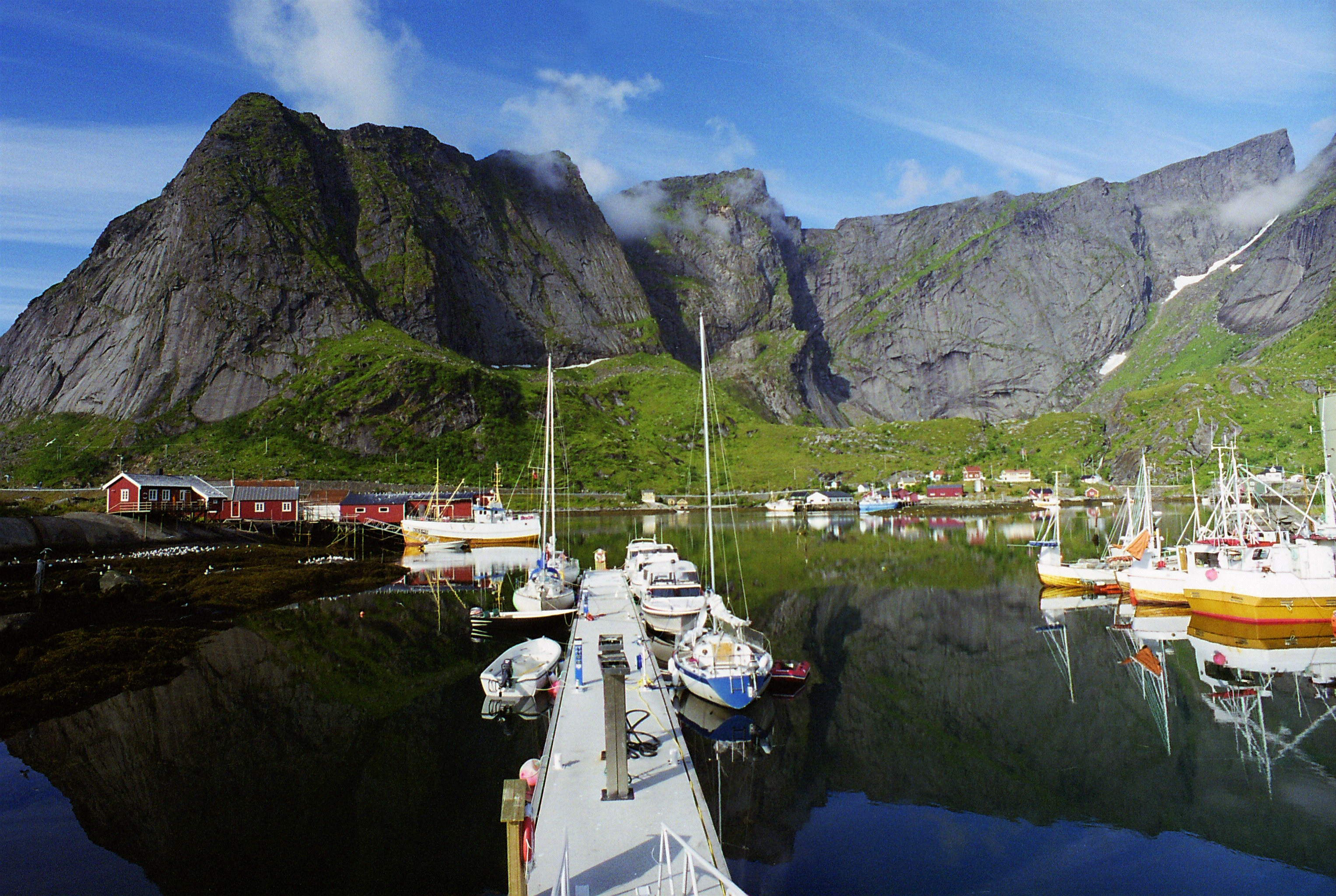